# 三上圭治郎
三上 圭治郎（みかみ けいじろう、男性、1984年6月30日 - ）は、日本の元バレーボール選手。宮城県大崎市出身。

## 来歴
小学生時代、東大崎クラブで全国大会優勝。中学生時代には全国都道府県対抗選抜優勝大会にて宮城県選抜に3年連続で選出され、3年時には優勝を経験。
高校は宮城県の東北高校に進学。中学時代の全国制覇メンバーが多く進学したこともあり、在学中に春高バレー、インターハイで優勝。
大学は筑波大学に進学し、全日本大学選手権にて優勝を経験。在学中はリーグ戦等で数々の個人賞を獲得。
卒業後の2007年4月にNECブルーロケッツへ入団し、5月の第56回黒鷲旗大会優勝を経験した。2008年の第57回黒鷲旗大会では準優勝に貢献しベスト6に選出された。
2009年5月のNECの無期限休部に伴い、8月にFC東京へ移籍した
2013年5月、FC東京を退団。

## 球歴・受賞歴
- 受賞歴
  - 2008年 - 第57回黒鷲旗全日本男女選抜大会 ベスト6

## 所属チーム
- 東北高校
- 筑波大学
- つくばユナイテッドSun GAIA
- NECブルーロケッツ（2007-2009年）
- FC東京（2009-2013年）